# Cinclidotus riparius
Cinclidotus riparius, auch Zungenblättriges Gitterzahnmoos oder Fluss-Gitterzahnmoos, ist eine Laubmoos-Art aus der Familie Pottiaceae.

## Merkmale
Cinclidotus riparius bildet lockere, dunkelgrüne bis schwarzgrüne Rasen. Die Pflanzen werden bis etwa 8 Zentimeter lang und sind büschelig in lange Seitenäste verzweigt. Die Blätter sind zungenförmig mit breit abgerundeter Spitze, 2,5 bis 3,5 Millimeter lang und 0,8 Millimeter breit, feucht aufrecht abstehend, trocken wenig verbogen. Die Blattrippe ist etwa 100 µm breit und reicht bis in die Blattspitze oder tritt oft als kurzes Spitzchen aus. Der Blattsaum ist im Vergleich zu Cinclidotus fontinaloides weniger stark wulstig und zwei bis fünf Zellen dick. Die rundlich-quadratischen, glatten Blattzellen sind etwa 10 µm groß, am Blattgrund sind wenige Zellen kurz-rechteckig.
Die Moosart ist diözisch. Sporogone werden selten gebildet, sie befinden sich auf Seitentrieben. Die Seta ist etwa 3 bis 6 Millimeter lang, die Kapseln sind über die Blätter emporgehoben. Der Kapseldeckel ist spitzkegelig und etwa halb so lang wie die Kapsel. Das einfache Peristom besteht aus langen Zähnen, die in zwei bis vier fadenförmige, unten oft gitterartig verbundene Schenkel geteilt sind.

## Ökologie
Cinclidotus riparius ist Kalk liebend und wächst in Flüssen an lichtreichen bis schwach schattigen, häufig und oft rasch überfluteten Stellen auf Gestein oder an Mauern.

## Verbreitung
Das Moos kommt in Europa vor allem in Südeuropa und Mitteleuropa, bevorzugt an großen Flüssen vor, in Deutschland nordwärts bis zur Weser. Neben den europäischen Vorkommen gibt es noch solche in Asien.